# Robert Gesink
Robert Gesink (n. 31 mai 1986, Varsseveld, Gelderland, Țările de Jos) este un ciclist profesionist neerlandez, care concurează în prezent pentru Team Jumbo–Visma, echipă licențiată UCI WorldTeam. Printre principalele sale victorii se numără Turul Californiei 2012, Turul Omanului 2011 și Marele Premiu Ciclist din Montreal 2010. Gesink a câștigat, de asemenea, Giro dell'Emilia de două ori și a avut câteva performanțe bune în Marile Tururi și în cursele pe etape de o săptămână, datorită în parte abilităților sale de cățărător și de bun concurent de contratimp.

## Rezultate în Marile Tururi

### Turul Italiei
2 participări
- 2013: nu a terminat competiția
- 2018: locul 23

### Turul Franței
10 participări
- 2009: nu a terminat competiția
- 2010: locul 4
- 2011: locul 33
- 2012: nu a terminat competiția
- 2013: nu a terminat competiția
- 2015: locul 6
- 2017: nu a terminat competiția
- 2018: locul 31
- 2020: locul 42
- 2021: nu a terminat competiția

### Turul Spaniei
9 participări
- 2008: locul 7
- 2009: locul 6
- 2012: locul 6
- 2014: nu a terminat competiția
- 2016: locul 34
- 2019: locul 27
- 2020: locul 35
- 2021: locul 62
- 2022: